# Santa Margarita (La Línea de la Concepción)
Santa Margarita es una urbanización cerrada en el suburbio norte de La Línea de la Concepción en la Provincia de Cádiz, Andalucía, España. Santa Margarita está sólo parcialmente desarrollada de acuerdo con su plan de desarrollo. 

## Historia
Santa Margarita es una promoción residencial de lujo cerca de Gibraltar en las afueras de La Línea de La Concepción. Tiene código postal 11315.
En julio de 2016, un incendio forestal obligó a la evacuación de algunas de las propiedades en Santa Margarita.
En enero de 2017 el Ayuntamiento de La Línea se reunió con Novarent, para investigar la construcción de otra urbanización en 60 hectáreas de terreno denominada Cortijo de San Antonio que limita al sur con la urbanización Venta Melchor en Santa Margarita, con la idea de llamarla 'Ciudad Inglesa'. 'para atraer a más británicos a la zona y proporcionar un impulso económico que es muy necesario para la comunidad local. El ayuntamiento tiene planes ambiciosos para generar un número sustancial de puestos de trabajo y garantizar que el proyecto dé resultados en este frente.   